# Institute for the History of Ancient Civilizations
Das Institute for the History of Ancient Civilizations (IHAC) ist ein altertumswissenschaftliches Universitätsinstitut an der School of History and Culture der Northeast Normal University in Changchun (Provinz Jilin, Volksrepublik China). Es befasst sich mit der Erforschung der Geschichte des Altertums, der antiken Sprachen sowie der Archäologien des Mittelmeerraumes. Dabei findet sowohl die Klassische Altertumswissenschaft als auch die Ägyptologie und die Altorientalistik (Assyriologie) Berücksichtigung.

## Geschichte, Forschung und Lehre
Das IHAC wurde 1984 durch den chinesischen Professor Lin Zhichun (Northeast Normal University) in Kooperation mit den Professoren Zhou Gucheng (Fudan-Universität) und Wu Yujin (Universität Wuhan) gegründet. Damit stellt es die älteste Forschungseinrichtung mit Lehrstühlen für Ägyptologie, Assyriologie, Hethitologie und Klassische Altertumswissenschaften in China dar. Im Herbst 1985 nahm es seinen Betrieb auf; im Jahr 1986 erhielten bereits 20 Absolventen historischer Institute des Landes ein postgraduales Studium zur Spezialisierung auf die Altertumswissenschaften sowie zu diesem Zeitpunkt auch noch auf das europäische Mittelalter. Erklärtes Ziel der Neugründung war, mit der Erforschung der frühen Kulturen des Westens sowohl eine große Lücke in der chinesischen Forschungslandschaft zu schließen als auch dem Land eine Rolle in den internationalen Altertumswissenschaften zu verschaffen. Die Gründer erklärten, die spezifische Perspektive ostasiatischer Forscher könne einerseits neue Sichtweisen auf den Alten Orient und den antiken Mittelmeerraum eröffnen, andererseits verspreche die Beschäftigung mit „anderen alten Kulturen“ auch neue Erkenntnisse für die chinesische Kultur. 2016 wurde der Lehrstuhl der Northeast Normal University für Byzantinistik in das IHAC integriert.
Derzeit werden Master- und Doktoratsstudiengänge in den Fachrichtungen Ägyptologie, Assyriologie, Byzantinistik und „Classics“ (Griechische Philologie und Geschichte bzw. Lateinische Philologie und Römische Geschichte) angeboten. Neben dem mehrheitlich chinesischen akademischen Personal werden seit Gründung des IHAC jährlich bis zu vier einjährige Gastprofessuren an auswärtige Wissenschaftler vergeben.
Das IHAC gibt auch das Journal of Ancient Civilizations (JAC) heraus, das Artikel aus den im IHAC vertretenen Forschungsbereichen publiziert und dessen Beiträge seit der Ausgabe 2016 (Jahrgang 31) mittels Doppelblindgutachten begutachtet werden. Im Oktober 2014 feierte das Institut sein 30-jähriges Bestehen mit einer großen internationalen Konferenz mit dem Titel Past and Future of IHAC.
Derzeit (Stand Oktober 2020) sind folgende ordentliche Professoren am IHAC tätig:
- Ägyptologie: derzeit vakant (Seniorprofessor: Li Xiaodong)
- Assyriologie: derzeit vakant
- Klassische Altertumswissenschaften: Zhang Qiang (Griechische Philologie und Geschichte; derzeit Institutsdirektor), Sven Günther (Lateinische Philologie und Römische Geschichte; seit April 2017 Vizedirektor)
- Byzantinistik: derzeit vakant (Seniorprofessorin: Xu Jialing)

## Gastprofessuren

### Assyriologie / Hethitologie / Archäologie des Nahen Ostens
- 1985–1986: Karen Bradley (Geschichte Syriens und Palästinas)
- 1985–1986: Steven W. Cole (Assyriologie)
- 1986–1991: David Jacobsen (Yang Dawu) (Assyriologie)
- 1986–1987: Silvin Košak (Hethitologie)
- 1987–1988: Chantal Clerex (Assyriologie)
- 1987–1988: Johan de Roos (Hethitologie)
- 1988–1990: Hanna Roszkowska (Hethitologie)
- 1990–1991: Billie Jean Collins (Hethitologie)
- 1990, 1991, 1994, 1996: Johan de Roos (Hethitologie)
- 1991–1994: Lilia Bayun (Hethitologie)
- 1992–1993: Tova Meltzer (Assyriologie)
- 1994–1996: Thomas Lee (Assyriologie)
- 1996–1997: Branwen E. Denton (Archäologie des Nahen Ostens)
- 1998–1999: Farouk al-Rawi (Semitische Studien und Archäologie)
- 2001–2002: Magnus Widell (Assyriologie)
- 2003–2004: Victor Rebrik (Assyriologie)
- 2004–2006: Marie Besnier (Assyriologie)
- 2006–2007: Wayne Horowitz (Assyriologie)
- 2007: Li Ma (Assyriologie)
- 2007–2009: Nicolas Gailhard (Archäologie des Nahen Ostens)
- 2009–2012: Tohru Ozaki (Assyriologie)
- 2013–2014: Elizabeth Wheat (Assyriologie)
- 2014–2015: Alvise Matessi (Assyriologie)
- 2016–2019: Michela Piccin (Assyriologie)
- 2019–2021: Parsa Daneshmand (Assyriologie)
- 2021–2023: Alexander Edmonds (Assyriologie)
- 2023–: Takayoshi Oshima (Assyriologie)

### Ägyptologie
- 1984–1987: Rainer H. G. Hannig
- 1985–1986: Lisa Heidorn (ägyptische Archäologie)
- 1987–1988: Johnny Schepens
- 1988–1990: Allyn Kelley
- 1991–1996: Edmund Meltzer
- 1996–1997: David Warburton
- 1998–1999: Sheldon Lee Gosline
- 1999–2000: Katja Reinhardt
- 2002–2004: Peter Beylage
- 2004–2006: Mirco Hüneburg
- 2007–2013: Peter Beylage (Associate Professor)
- 2013–2014: Kim Ridealgh
- 2014–2015: Ǻke Engsheden
- 2015–2017: Maria Cannata
- 2017–2020: Barbara Kündiger
- 2017–2023: David Warburton
- 2023–: Katharina Zinn

### Klassische Altertumswissenschaften
- 1987–1991: Bernhard Kytzler
- 1988–1992: Fritz-Heiner Mutschler
- 1992, 1993: Carl Joachim Classen
- 1992–1994: Charles Crowther
- 1993–1994: Frans Alheid
- 1994–1995: Ruth Taylor-Briggs
- 1995–1996: Bernhard Kytzler
- 1995–1996: Elke Steinmeyer
- 1996–1997: Mark MacDermot
- 1997–1998: Antony Keen
- 1997–1999: Lester J. Ness
- 1998–1999: Christopher Ehrhardt
- 1999–2001: George W. M. Harrison
- 1999–2001: Carol Hershenson
- 2001–2002: James Steward
- 2001–2002: Mary Zingross
- 2002–2003: Shamus Sillar
- 2002–2003: Maria Rybakova
- 2003–2004: Burkhard Fehr
- 2004–2005: Victor Rebrik
- 2005–2007: Oliver Wehr
- 2007–2009: Adam Marshall
- 2009–2014: Juan Pablo Sánchez Hernández
- 2014–2015: Sven Günther (seit 2015 fester Lehrstuhlinhaber)
- 2014–2017: Matylda Amat Obryk
- 2017–2018: Irene Berti
- 2018–2020: Peter Kató
- 2020–2023: Gian Franco Chiai
- 2021–2023: Bernhard Hollick (Spätantike & Frühmittelalter)
- 2023: Ralph Häussler (Spätantike)
- 2023–: Chiara Di Serio
- 2023–: Thorsten Fögen

### Byzantinistik
- 2021– : Douglas Whalin